# ذي عزيز (السبرة)

تعديل مصدري - تعديل

ذي عزيز محلة تابعة لقرية الاشعاب، التابعة لعزلة المساعدة بمديرية السبرة إحدى مديريات محافظة إب في الجمهورية اليمنية.، بلغ تعداد سكانها 23 حسب تعداد اليمن لعام 2004.